# 利米特罗
利米特罗（INN：rimiterol）是第三代短效β2肾上腺素受体激动剂。该药物可通过静脉注射或气雾给药。利米特罗可用于治疗与支气管哮喘相关的支气管痉挛。